# Федорівська сільська рада (Новоград-Волинський район)
Федорівська сільська рада — колишня адміністративно-територіальна одиниця та орган місцевого самоврядування у Новоград-Волинському районі і Новоград-Волинській міській раді Волинської округи, Київської й Житомирської областей Української РСР та України з адміністративним центром у с. Федорівка.

## Населені пункти
Сільській раді були підпорядковані населені пункти:
- с. Федорівка

## Населення
Кількість населення ради станом на 1923 рік становила 1 773 особи, кількість дворів — 363.
Кількість населення сільської ради станом на 1924 рік становила 1 900 осіб (з перевагою населення польської національности), дворів — 334.
У 1926 році чисельність населення сільської ради становила 1 936 осіб.
Кількість населення ради, станом на 1931 рік, становила 2 154 особи.
Відповідно до результатів перепису населення СРСР, кількість населення ради станом на 12 січня 1989 року становила 709 осіб.
Станом на 5 грудня 2001 року, відповідно до перепису населення України, кількість мешканців сільської ради становила 610 осіб.

## Склад ради
Рада складалася з 12 депутатів та голови.

### Керівний склад сільської ради
| ПІБ                              | Основні відомості                                                                       | Дата обрання | Дата звільнення |
| -------------------------------- | --------------------------------------------------------------------------------------- | ------------ | --------------- |
| Осінський Олександр Болеславович | Сільський голова, 1956 року народження, освіта, член народної партії                    | 26.03.2006   | 31.10.2010      |
| Осінський Олександр Болеславович | Сільський голова, 1956 року народження, освіта середня спеціальна, член народної партії | 31.10.2010   |                 |

Примітка: таблиця складена за даними джерела

## Історія
Створена 1923 року в с. Федорівка Романовецької волості Новогад-Волинського повіту Волинської губернії. 17 березня 1926 року затверджена як польська національна сільська рада.
Станом на 1 вересня 1946 року сільська рада входила до складу Новоград-Волинської міської ради Житомирської області, на обліку в раді перебувало с. Федорівка.
5 березня 1959 року, відповідно до рішення Житомирського облвиконкому № 161 «Про ліквідацію та зміну адміністративно-територіального поділу окремих сільських рад області», підпорядковано села Гали (згодом — Кущове), Сергіївка (згодом — Вершниця), Ужачин та Фольварок (згодом — Яблуневе) ліквідованої Ужачинської сільської ради Новоград-Волинського району Житомирської області.
На 1 січня 1972 року сільська рада входила до складу Новоград-Волинського району Житомирської області, на обліку в раді перебували села Ужачин, Федорівка та селища Вершниця, Кущове і Яблуневе.
19 березня 1973 року, відповідно до рішення Житомирського облвиконкому № 116 «Про зміни в адміністративно-територіальному поділі Житомирського, Новоград-Волинського і Радомишльського районів», до складу ради включено с. Романівка Новороманівської сільської ради, села Вершниця, Кущове, Ужачин та Яблуневе підпорядковані Новороманівській сільській раді Новоград-Волинського району. 12 серпня 1974 року, відповідно до рішення Житомирського облвиконкому № 342 «Про зміни в адміністративно-територіальному поділі окремих районів області в зв'язку з укрупненням колгоспів», с. Романівка передане до складу Брониківської сільської ради Новоград-Волинського району.
У 2017 році територію ради та с. Федорівка включено до складу новоствореної Брониківської сільської територіальної громади Новоград-Волинського району Житомирської області.
Входила до складу Новоград-Волинського району (7.03.1923 р. 4.06.1958 р.) та Новоград-Волинської міської ради (1.06.1935 р.).